# 国鉄4000形蒸気機関車

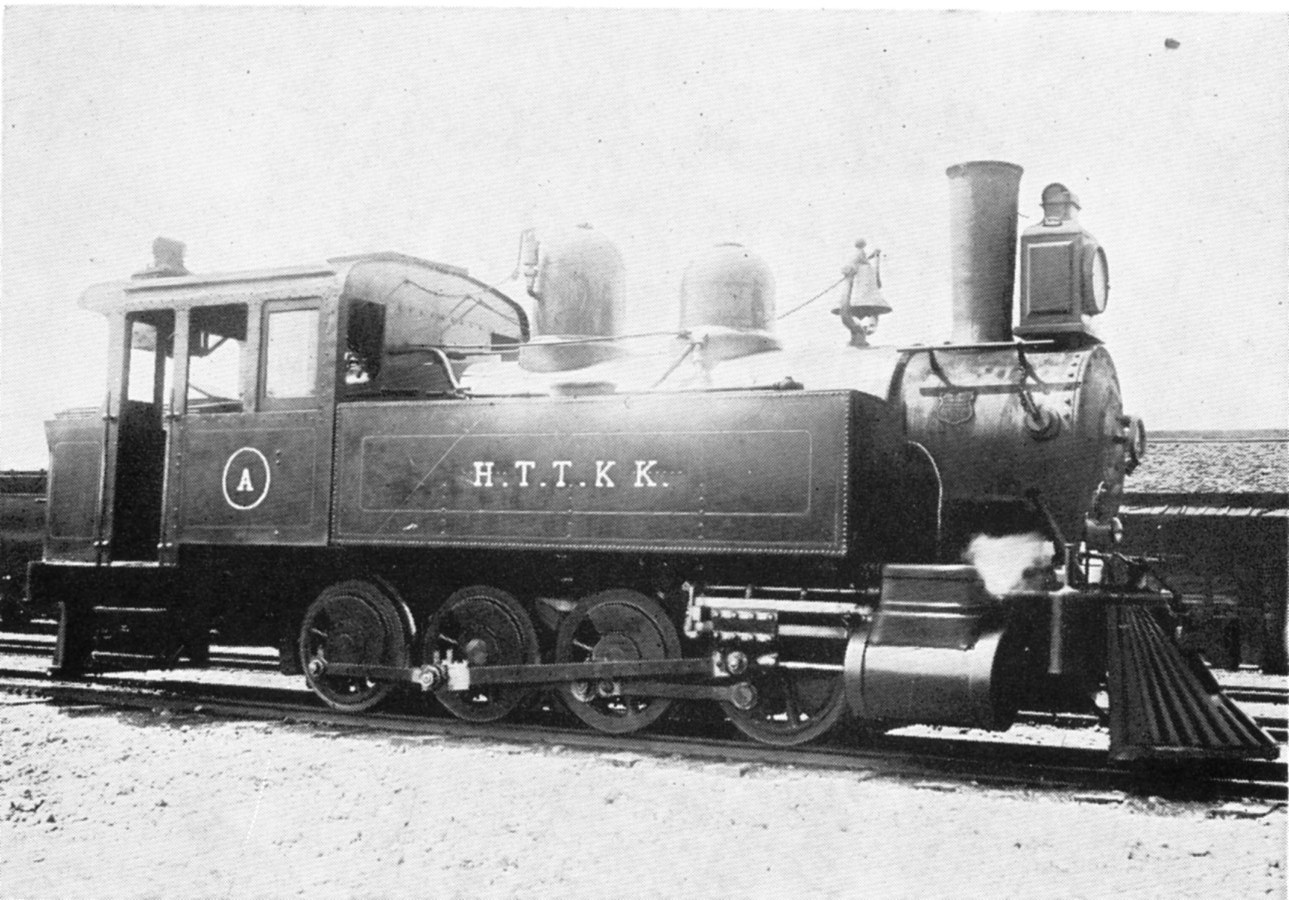
北海道炭礦鉄道 A（後の鉄道院 4000）

4000形は、かつて日本国有鉄道の前身である鉄道院に在籍したタンク式蒸気機関車である。

## 概要
元は、北海道炭礦鉄道が1901年（明治34年）2月にアメリカのH. K. ポーター社から2両（製造番号2272, 2273）を輸入したものである。車軸配置0-8-0(D)で2気筒単式の飽和式タンク機関車である。官設鉄道籍となった軌間1,067mmの蒸気機関車でこの車軸配置のものは、他に九州鉄道がボールドウィンから購入した3両（後の鉄道院4030形）があるのみである。動軸は4軸であるがあまり大きくない小型タンク機関車で、室蘭で専ら入換用に使用された。曲線の通過を容易にするため、第2、第3動輪はフランジレスとしている。
北海道炭礦鉄道ではO形（7, A）、後にワ形と称した。番号については当初、68, 69とする計画であったが、輸入した際の仮番号がA, Bであったもののうち、Bを当時、北海道官設鉄道への譲渡により欠番となっていた7の2代目とし、Aはそのままにしたため生じた現象である。
北海道炭礦鉄道は、1906年（明治39年）に制定された鉄道国有法により買収され、1909年（明治42年）には鉄道院の車両称号規程制定により、4000形（4000, 4001）となった。
1919年（大正8年）9月には2両とも除籍され、樺太庁鉄道に移籍した。そこでは鉄道院時代の形式番号のまま西海岸線で使用されたが、1929年（昭和4年）4月に廃車解体された。
各車の変遷については次のとおりである。
- 製造番号2272 → 仮番号B → 北海道炭礦鉄道7 → 鉄道院4001 → 樺太庁鉄道4001
- 製造番号2273 → 仮番号A → 北海道炭礦鉄道A → 鉄道院4000 → 樺太庁鉄道4000

### 主要諸元
- 全長 : 8,763mm
- 全高 : 3,607mm
- 軌間 : 1,067mm
- 車軸配置 : 0-8-0(D)
- 動輪直径 : 914mm
- 弁装置 : スチーブンソン式アメリカ形
- シリンダー（直径×行程） : 356mm×457mm
- ボイラー圧力 : 10.5kg/cm2
- 火格子面積 : 1.50m2
- 全伝熱面積 : 56.7m2
  - 煙管蒸発伝熱面積 : 49.7m2
  - 火室蒸発伝熱面積 : 7.0m2
- 小煙管（直径×長サ×数） : 50.8mm×2,857mm×109本
- 機関車運転整備重量 : 36.48t
- 機関車空車重量 : 29.11t
- 機関車動輪上重量（運転整備時） : 36.48t
- 機関車動輪軸重（第4動輪） : 9.38t
- 水タンク容量 : 3.40m3
- 燃料積載量 : 1.14t
- 機関車性能
  - シリンダ引張力 : 5,660kg
- ブレーキ装置 : 手ブレーキ、蒸気ブレーキ